# Números de Euler
En matemáticas, en el área de la teoría de números sintéticos, los números de Euler son una secuencia En de números enteros definidos por el siguiente desarrollo de la serie de Taylor:
{\displaystyle {\frac {1}{\cosh t}}={\frac {2}{\exp(t)+\exp(-t)}}=\sum _{n=0}^{\infty }{\frac {E_{n}}{n!}}\cdot t^{n}}
donde t es el ángulo del coseno hiperbólico. Los números de Euler aparecen como un valor especial en los polinomios de Euler.
Algunos matemáticos alteran los desarrollos para así poder evitar los ceros derivados de los valores impares y para convertir todos los valores en números positivos.
Los números de Euler aparecen en los desarrollos de Taylor de la secante y de la secante hiperbólica.

## Primeros números de Euler
Los números de Euler de índice impar son todos cero. Los de índice par (sucesión A028296 en OEIS) tienen signos alternados. Los primeros valores son:
E0 = 1
E2 = −1
E4 = 5
E6 = −61
E8 = 1385
E10 = −50521
E12 = 2702765
E14 = -199360981
E16 = 19391512145
E18 = -2404879675441
E20 = 370371188237525

## Aproximación asintótica
Los números de Euler crecen bastante rápido de manera que están acotados mediante el siguiente límite inferior
{\displaystyle |E_{2n}|>8{\sqrt {\frac {n}{\pi }}}\left({\frac {4n}{\pi e}}\right)^{2n}.}